# Ana Rosario Contreras
Ana Rosario Contreras est une infirmière et une militante vénézuélienne des droits de l'homme. Elle est la présidente de l'association des infirmières de Caracas. Contreras défend les droits de l'homme et la nécessité de la démocratie. Elle s'oppose à l'habitude du gouvernement d'emprisonner, de torturer et de harceler les opposants. Le 8 mars 2021, elle reçoit, du département d'État des États-Unis, le Prix international de la femme de courage,.